# Bataille de Wadi Moussa
Révolte arabe de 1916-1918 / Première Guerre mondiale
La bataille de Wadi Moussa est une bataille entre l'armée arabe et l'Empire ottoman lors de la grande révolte arabe de 1916-1918.
La bataille commence lorsque Djemal Pacha ordonne à ses forces de sécuriser le chemin de fer du Hedjaz par « tous les moyens ». La garnison ottomane de Ma'an est envoyée pour s'occuper de l'armée arabe du Nord. Les Ottomans sont pris en embuscade par 700 soldats arabes, infligeant de lourdes pertes et capturant 300 hommes. Les forces ottomanes restantes se retirent, laissant le chemin de fer hors de leur contrôle.